# Casey FitzRandolph
Casey FitzRandolph (Verona, 21 gennaio 1975) è un pattinatore di velocità su ghiaccio statunitense.
Ha partecipato a tre edizioni dei giochi olimpici invernali (1998, 2002 e 2006) conquistando una medaglia nell'edizione 2002 svoltasi a Salt Lake City.

## Palmarès
Olimpiadi
- 1 medaglia:
  - 1 oro (500 m a Salt Lake City 2002).